# Aziatisch kampioenschap hockey mannen 2007
De zevende editie van het Aziatisch kampioenschap hockey voor mannen werd in 2007 gehouden in het Indiase Chennai. Het toernooi met 11 deelnemers werd gehouden van 31 augustus en met 9 september. India verlengde de titel.

## Eindronde
De elf landen speelden in twee groepen waarbij de beste nummers twee zich plaatsten voor de halve finales.

### Groepsfase
Groep A
| Team      | GS | W | G | V | DV | DT | DS | Ptn |
| --------- | -- | - | - | - | -- | -- | -- | --- |
| Maleisië  | 10 | 4 | 3 | 1 | 0  | 26 | 4  | +22 |
| Japan     | 9  | 4 | 3 | 0 | 1  | 18 | 4  | +14 |
| Pakistan  | 7  | 4 | 2 | 1 | 1  | 18 | 7  | +11 |
| Hongkong  | 3  | 4 | 1 | 0 | 3  | 6  | 28 | −22 |
| Singapore | 0  | 4 | 0 | 0 | 4  | 2  | 27 | −25 |

| 31 augustus 2007 07:30                                                         |       |           |  |
| Maleisië                                                                       | 8 – 0 | Singapore |  |
| Rejab 3', 46' Azrafiq 22' (ps) Abu 33' Misron 48', 68' Chua Boon Huat 67', 69' |       |           |  |

| 31 augustus 2007 17:00                            |       |          |  |
| Pakistan                                          | 6 – 1 | Hongkong |  |
| Imran 11', 29' Abbasi 13', 59' Ullah 38' Khan 56' |       | Arif 46' |  |

| 1 september 2007 15:00         |       |            |  |
| Japan                          | 3 – 1 | Pakistan   |  |
| Tomonori 29', 50' Takahiko 42' |       | Abbasi 47' |  |

| 1 september 2007 16:00 |        |            |  |
| Maleisië | 13 – 1 | Hongkong   |  |
| K. Singh 13', 27', 58' B. Singh 22', 41', 52' Rejab 25', 56' Jiwa Mohan 30' Chua Boon Huat 33' Tajuddin 45' Shahrun 68' Sandrakasi 70' |        | Swalik 12' |  |

| 3 september 2007 15:00                           |       |          |  |
| Japan                                            | 7 – 1 | Hongkong |  |
| Yamabori 2', 28', 46', 65', 67', 70' Yoshida 23' |       | Ali 53'  |  |

| 3 september 2007 17:00                                             |       |           |  |
| Pakistan                                                           | 8 – 0 | Singapore |  |
| Imran 4' Haider 23', 27' Aziz 25' Ullah 40' Khan 63' Butt 67', 70' |       |           |  |

| 4 september 2007 15:00     |       |                   |  |
| Hongkong                   | 3 – 2 | Singapore         |  |
| Dillon 24' Ali 60' Bal 68' |       | Nizam 7' Mohd 54' |  |

| 4 september 2007 19:00 |       |                  |  |
| Japan                  | 0 – 2 | Maleisië         |  |
|                        |       | Abu 1' Azlon 41' |  |

| 5 september 2007 19:00  |       |                                    |  |
| Pakistan                | 3 – 3 | Maleisië                           |  |
| Abassi 17', 26' Ali 33' |       | Tajuddin 43', 57' Azrafiq 69' (ps) |  |

| 6 september 2007 15:00                                                       |       |           |  |
| Japan                                                                        | 8 – 0 | Singapore |  |
| Yamabori 6', 8', 12' Yoshida 26' Tsubouchi 33' M. Ito 42' A. Ito 54' Ota 58' |       |           |  |

Groep B
| Team       | GS | W | G | V | DV | DT | DS | Ptn |
| ---------- | -- | - | - | - | -- | -- | -- | --- |
| India      | 15 | 5 | 5 | 0 | 0  | 46 | 2  | +44 |
| Zuid-Korea | 10 | 5 | 3 | 1 | 1  | 41 | 8  | +33 |
| China      | 10 | 5 | 3 | 1 | 1  | 32 | 6  | +26 |
| Bangladesh | 6  | 5 | 2 | 0 | 3  | 16 | 22 | −6  |
| Sri Lanka  | 3  | 5 | 1 | 0 | 4  | 15 | 46 | −31 |
| Thailand   | 0  | 5 | 0 | 0 | 5  | 1  | 67 | −66 |

| 31 augustus 2007 09:30                                                                              |        |          |  |
| Bangladesh                                                                                          | 13 – 0 | Thailand |  |
| Talib 4' Mahmud 10', 19', 67', 69' Hasan 24' Nadir 39', 45' Islam 40', 59' Kamun 52', 55' Mamun 62' |        |          |  |

| 31 augustus 2007 15:00 |        |                           |  |
| Zuid-Korea | 12 – 2 | Sri Lanka                 |  |
| Oh Dae-keun 3' Lee Jae-won 6' Kim Byung-hoon 12', 22', 28', 62' Jang Jong-hyun 16', 24', 41', 46' You Hyo-sik 61' (een onbekende) |        | Gazalli 52' (one unknown) |  |

| 31 augustus 2007 19:00 |       |       |  |
| India                  | 1 – 0 | China |  |
| D. Tirkey 48'          |       |       |  |

| 1 september 2007 14:00 |      |          |  |
| Zuid-Korea | 16–0 | Thailand |  |
| Kim Byung-hoon 7', 11', 33', 66' Seo Jong-ho 16', 18', 40', 69' Kang Seong-jung 28' Lee Nam-yong 35' Kang Moon-kweon 36', 43' Kim Chul 42', 58' Jang Jong-hyun 47', 55' (ps) |      |          |  |

| 1 september 2007 17:00                                        |       |            |  |
| China                                                         | 6 – 0 | Bangladesh |  |
| Hu Huiren 6' Na Yubo 11', 14', 66' Lu Fenghui 39' Yang Yu 49' |       |            |  |

| 1 september 2007 19:00 |        |           |  |
| India | 20 – 0 | Sri Lanka |  |
| D. Tirkey 2' S. Singh 3', 63' Khandekar 6', 23', 37' P. Singh 10', 14', 38', 47', 49' Raghunath 28', 61' (ps), 62' Sunil 30', 34', 35' I. Tirkey 57', 64' R. Singh 69' |        |           |  |

| 3 september 2007 07:30             |       |                                    |  |
| Bangladesh                         | 3 – 2 | Sri Lanka                          |  |
| Mahmud 4' Mamun 46' (ps) Islam 49' |       | Hettiarachchi 31' Karunarathne 58' |  |

| 3 september 2007 09:30                                                                                       |        |          |  |
| China | 13 – 0 | Thailand |  |
| Hu Huiren 14', 25', 27', 54', 66', 67' Meng Jun 20', 68' Yang Yu 31', 32' Lu Fenghui 35', 38' Meng Lizhi 64' |        |          |  |

| 3 september 2007 19:00                  |       |                                   |  |
| India                                   | 3 – 2 | Zuid-Korea                        |  |
| S. Singh 21' I. Tirkey 31' P. Singh 35' |       | Jang Jong-hyun 9' Oh Dae-keun 28' |  |

| 4 september 2007 17:00                                         |       |            |  |
| India                                                          | 6 – 0 | Bangladesh |  |
| Ragunath 32', 65' Khandekar 37' S. Singh 38' P. Singh 52', 60' |       |            |  |

| 5 september 2007 15:00 |       | |  |
| Thailand               | 1 – 9 | Sri Lanka                                                                                                |  |
| Wimuttan 60'           |       | Gazally 10', 67' Hewage 15', 38' Hettiarachchi 17', 63' Karunarathne 27' Priyashantha 51' Abeyrathne 70' |  |

| 5 september 2007 17:00                                 |       |                                            |  |
| Zuid-Korea                                             | 3 – 3 | China                                      |  |
| Oh Dae-keun 21' Jang Jong-hyun 52' Kang Seong-jung 53' |       | Meng Lizhi 11' Li Wei 59' Luo Fangming 70' |  |

| 6 september 2007 16:00                                                                                       |        |                              |  |
| China | 10 – 2 | Sri Lanka                    |  |
| Hu Huiren 11', 51', 61' Hu Liang 13', De Yunze 33' (ps), 38', 42' (ps) Jiang Xishang 49', 56' Meng Lizhi 65' |        | Camer 64' Panditharathne 70' |  |

| 6 september 2007 17:00                                                                              |       |            |  |
| Zuid-Korea                                                                                          | 8 – 0 | Bangladesh |  |
| Jang Jong-hyun 2', 13' (ps), 28', 47' Yoon Sung-hoon 26' Kang Moon-kweon 32', 53' Kim Jong-hoon 49' |       |            |  |

| 6 september 2007 19:00 |        |          |  |
| India | 16 – 0 | Thailand |  |
| Raghunath 2', 7', 13', 18', 26', 56' P. Singh 27', 29', 62' Khandekar 28', 34' Sunil 35' G. Singh 38' R. Singh 54', 57', 59' |        |          |  |

## Kruisingswedstrijden

### Om de plaatsen 9-11
| 8 september 2007 08:00                                   |       |          |  |
| Singapore                                                | 4 – 0 | Thailand |  |
| Nee Yong 18' Sivalingam 35' Hazmi Bin Mohd 53' (ps), 57' |       |          |  |

### Om de plaatsen 5-8
| 8 september 2007 07:00                                                                 |        |            |  |
| Pakistan                                                                               | 10 – 0 | Bangladesh |  |
| Shariff 8' Islam 11' Aziz 17', 68' Imran 24', 45' (ps) Haider 50', 56' Arshad 63', 65' |        |            |  |

| 8 september 2007 09:30                                   |       |          |  |
| China                                                    | 6 – 1 | Hongkong |  |
| Liu Xiang 12', 24', 35' Huang Wei 29', 41' Hu Huiren 61' |       | Ali 5'   |  |

### Halve finales
| 8 september 2007 17:00 |       |                                   |  |
| Maleisië               | 1 – 2 | Zuid-Korea                        |  |
| Misron 37'             |       | Oh Dae-keun 9' Yoon Sung-hoon 63' |  |

| 8 september 2007 19:30                  |       |              |  |
| India                                   | 4 – 1 | Japan        |  |
| S. Singh 21' P. Singh 23', 70' Minz 54' |       | Yamabori 68' |  |

## Plaatsingswedstrijden

### Om de 9e/10e plaats
| 8 september 2007 08:00                                                                    |       |           |  |
| Sri Lanka                                                                                 | 6 – 0 | Singapore |  |
| Summandarathne 14' Hettiarachchi 27' Abeyrathne 47' Srimal 55' Jayasundara 65' Hewage 69' |       |           |  |

### Om de 7e/8e plaats
| 9 september 2007 07:00    |       |          |  |
| Bangladesh                | 3 – 1 | Hongkong |  |
| Mahmud 35', 59' Talib 46' |       | Ali 23'  |  |

### Om de 5e/6e plaats
| 9 september 2007 09:30 |       |                                |  |
| Pakistan               | 2 – 3 | China                          |  |
| Arshad 30' Butt 44'    |       | De Yunze 12', 54' Hu Liang 68' |  |

### Om de 3e/4e plaats
| 9 september 2007 16:00                                  |       |                                       |  |
| Maleisië                                                | 5 – 3 | Japan                                 |  |
| Singh 4' Sandrakasi 13' Chua Boon Huat 18', 22' Abu 64' |       | Yamabori 2' Nagasawa 67' Kawakami 70' |  |

### Finale
| 9 september 2007 18:30                                                  |       |                                        |  |
| India                                                                   | 7 – 2 | Zuid-Korea                             |  |
| S. Singh 4' Sunil 13' P. Singh 31', 64' R. Singh 42', 55' I. Tirkey 53' |       | Jang Jong-hyun 9' (ps) Oh Dae-keun 68' |  |

## Eindrangschikking
| Rang   | Land       |
| ------ | ---------- |
| Goud   | India      |
| Zilver | Zuid-Korea |
| Brons  | Maleisië   |
| 4      | Japan      |
| 5      | China      |
| 6      | Pakistan   |
| 7      | Bangladesh |
| 8      | Hongkong   |
| 9      | Sri Lanka  |
| 10     | Singapore  |
| 11     | Thailand   |

Mannen:
Karachi 1982 ·
Dhaka 1985 ·
New Delhi 1989 ·
Hiroshima 1993 ·
Kuala Lumpur 1999 ·
Kuala Lumpur 2003 ·
Chennai 2007 ·
Kuantan 2009 ·
Ipoh 2013 ·
Dhaka 2017

Vrouwen:
Kioto 1981 (officieus) ·
Seoel 1985 ·
Hongkong 1989 ·
Hiroshima 1993 ·
New Delhi 1999 ·
New Delhi 2004 ·
Hongkong 2007 ·
Bangkok 2009 ·
Ipoh 2013 ·
Kakamigahara 2017